# 귀부인과 승무원
《귀부인과 승무원》(Travolti Da Un Insolito Destino Nell'Azzurro Mare D'Agosto, Swept Away)은 이탈리아에서 제작된 리나 베르트뮬러 감독의 1974년 코미디, 드라마 영화이다. 지안카를로 지아니니 등이 주연으로 출연하였다.

## 출연

### 주연
- 지안카를로 지아니니
- 마리안젤라 멜라토

### 조연
- 리카르도 살비노
- 아이사 다니엘리
- 알도 푸그리시

## 기타
- 의상: 엔리코 잡